# Spatium perivitellinum

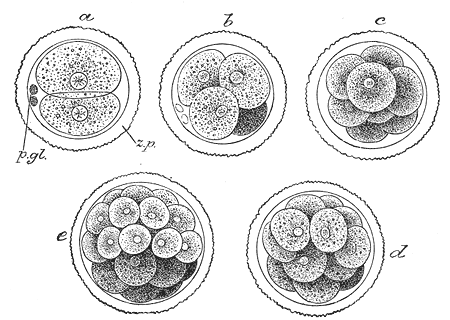
Eerste delingsstadium van een zoogdierembryo. Semidiagrammatisch. z.p. Zona striata. p.gl. Poollichaampjes. a. Tweecelligstadium. b. Viercelligstadium. c. Achtcelligstadium. d, e. Morulastadium.

Het spatium perivitellinum, bij mensen ook het spatium subzonale of spatium subcapsulare genoemd, is de ruimte tussen de zona pellucida en het celmembraan van de secundaire oöcyt, die het poollichaampje bevat. Het spatium perivitellinum bestaat al vóór de bevruchting en speelt direct na de bevruchting een essentiële rol.
Het is een heldere en smalle ruimte van ongeveer 5 μm die de eicel scheidt van de zona pellucida. Het is vergroot in het gebied dat het eerste poollichaampje bevat.
Wanneer het sperma capacitatie ondergaat (het fysiologische rijpingsproces van spermacellen in het vrouwelijke geslachtsorgaan) en de acrosoomfase ingaat, bindt het zich met de receptoren aan het ZP3-glycoproteïne van de zona pellucida  van het ei (secundaire oöcyt bij zoogdieren). Plasmogamie wordt geactiveerd en de twee gameten versmelten met hun cytoplasma. Het is dan dat om polyspermie te voorkomen de corticale reactie wordt geactiveerd, waarbij de corticale korrels naar het oppervlak van het eicelmembraan gaan en hun inhoud door exocytose vrijgeven in het spatium perivitellinum. Polysachariden die vrijkomen in de korrels zorgen ervoor dat de ruimte opzwelt, waardoor de zona pellucida verder van de eicel wordt geduwd. De hydrolytische enzymen in deze corticale korrels komen vrij in het spatium perivitellinum en wijzigen de structuur van de zona pellucida door de ZP3-liganden uit de zona pellucida te verwijderen, waardoor deze ondoordringbaar wordt gemaakt voor andere spermatozoa.